# Boerhaar
 Boerhaar  is een dorp in de gemeente Olst-Wijhe, in de provincie Overijssel. Het dorp met ongeveer 200 inwoners ligt ten zuidoosten van Wijhe langs de Soestwetering. Er is een rooms-katholieke kerk, gemeenschapshuis, een basisschool, zalencentrum, carnavalsvereniging en een muziekvereniging.

## Afbeeldingen

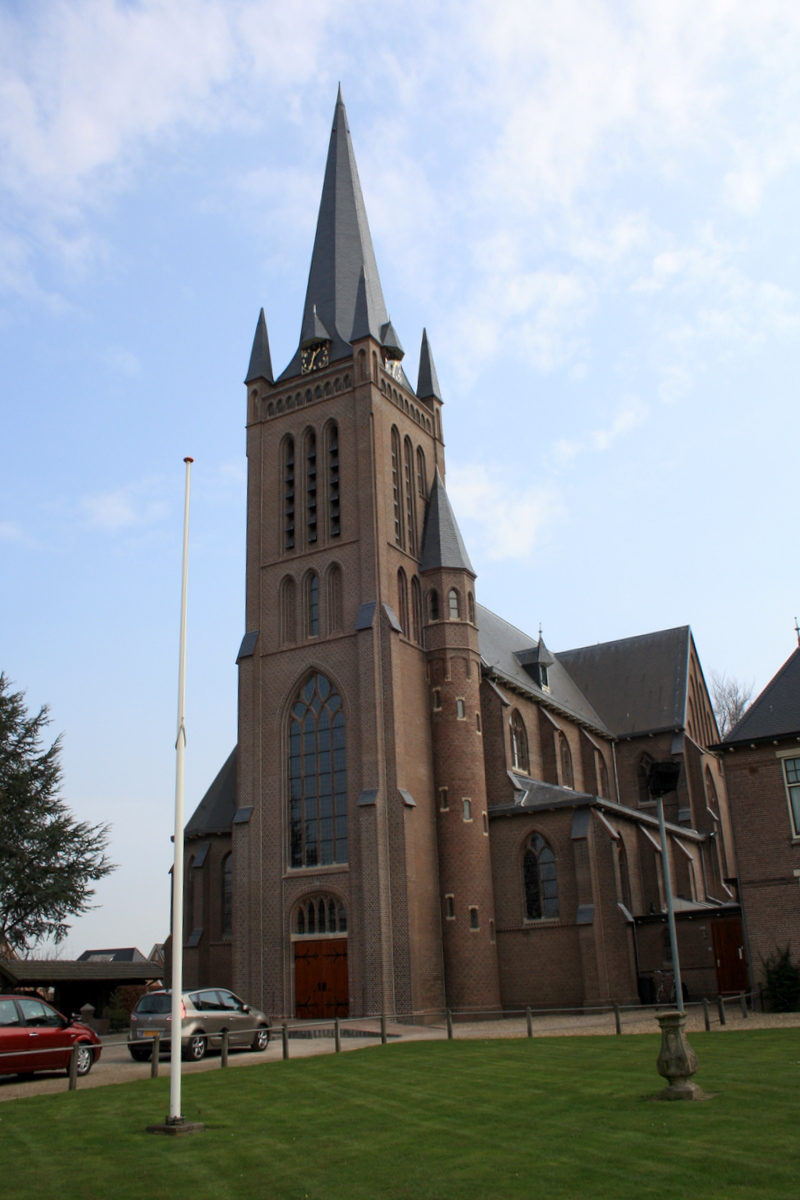
Heilige Willibrorduskerk

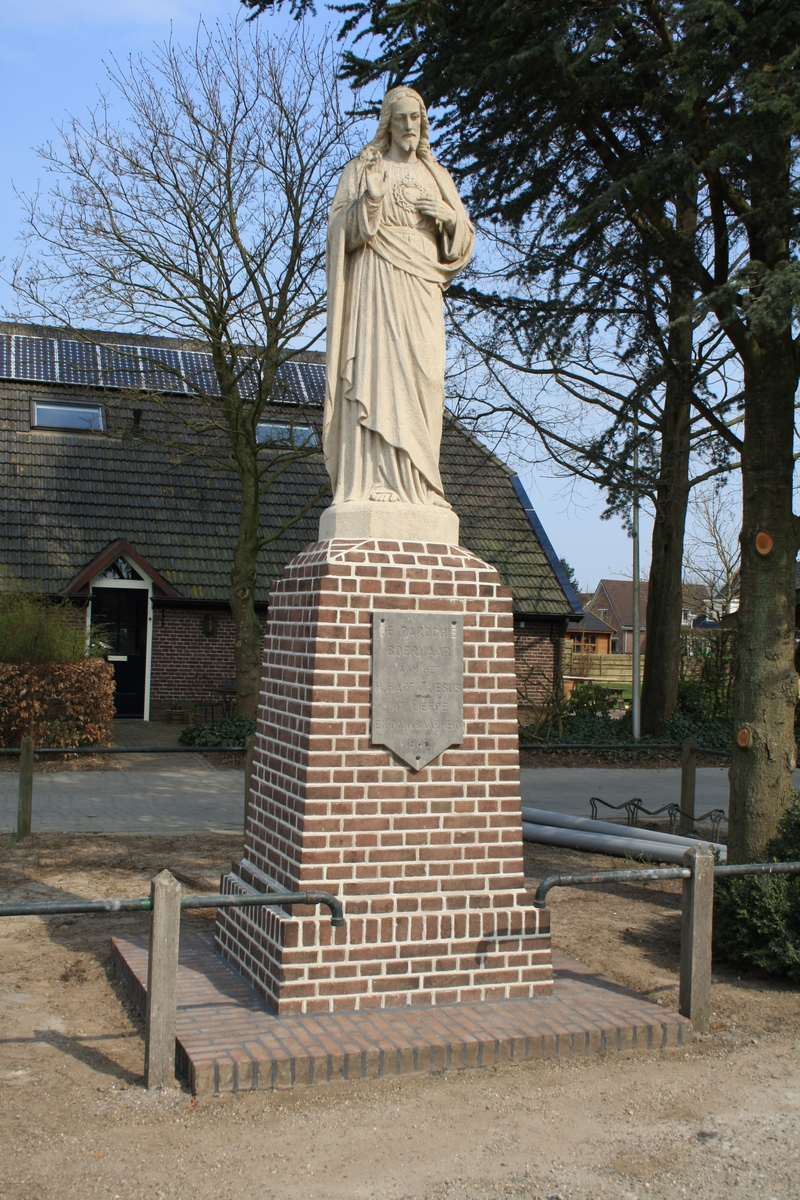
Heilig Hartbeeld

Hoofdplaatsen: Olst · Wijhe      Dorpen: Boerhaar · Boskamp · Den Nul · Welsum · Wesepe

Buurtschappen: Duur · Eikelhof · Elshof · Fortmond · Hengforden · Herxen · Marle · Middel · Welsumerveld 

Voormalige gemeenten: Olst · Wijhe

Overijssel · Steden en dorpen in Overijssel      Nederland · Provincies · Gemeenten